# Алексеевская волость (Псковская область)

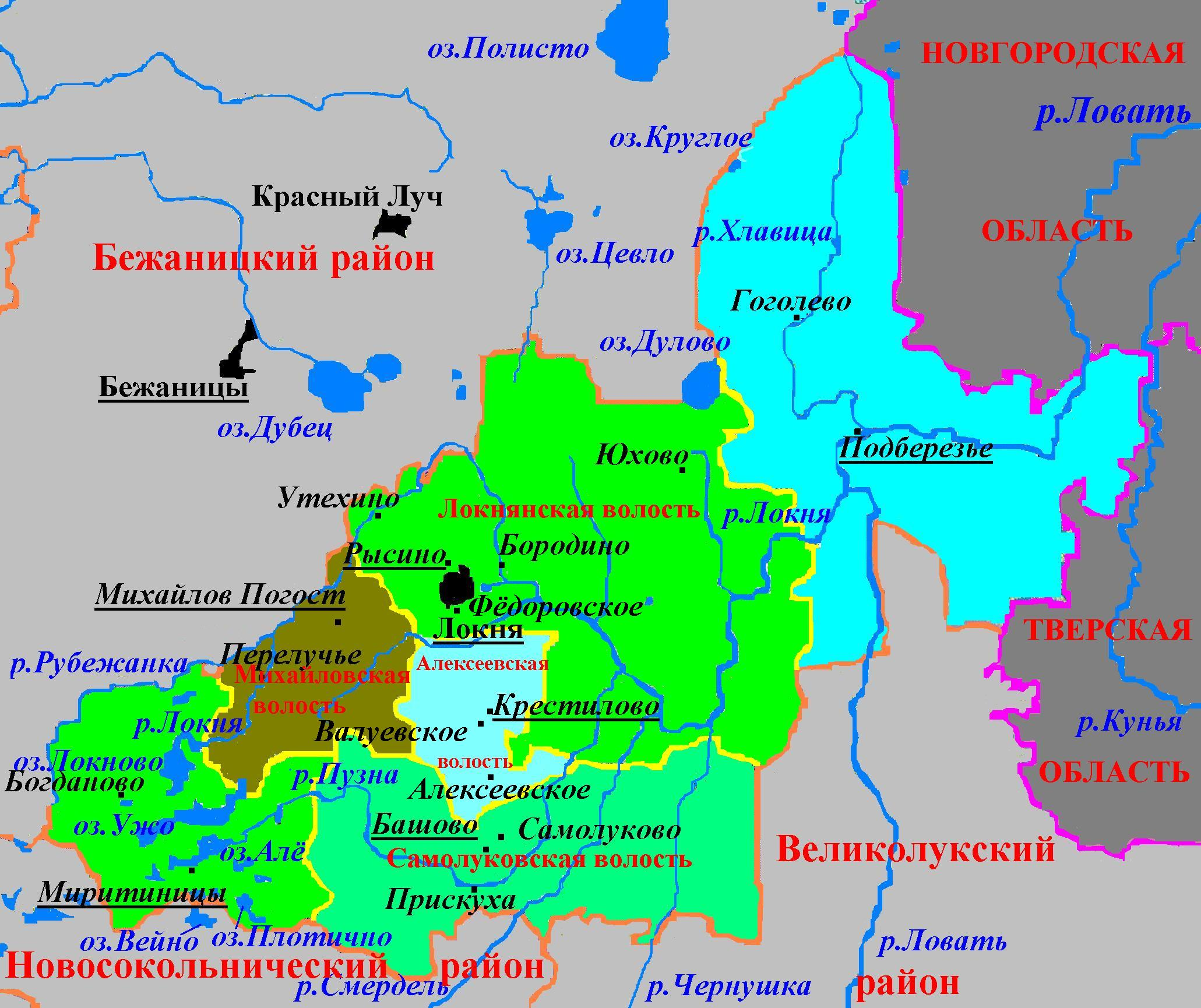
Административное деление Локнянского района 2005—2015 гг.

Алексеевская волость — упразднённая административно-территориальная единица 3-го уровня и муниципальное образование со статусом сельского поселения в Локнянском районе Псковской области России.
Административный центр — деревня Крестилово.

## География
Территория волости граничила на севере и востоке с Локнянской, на западе — с Михайловской, на юге — с Самолуковской волостями Локнянского района.

## Население
| 2002 | 2010 | 2012 | 2013 | 2014 | 2015 |
| ---- | ---- | ---- | ---- | ---- | ---- |
| 1120 | ↘749 | ↘692 | ↘665 | ↘645 | ↘622 |

## Населённые пункты
В состав Алексеевской волости входили 29 деревень: Алексеевское, Белохново, Бередниково, Баколово, Валуевское, Васьково, Дроздово, Жуково, Жибоедово, Захарево, Иванищево, Крестилово, Козино, Карцево, Кавезино, Карелово, Лубенькино, Махново, Марьино, Медведово, Плиски, Рожново, Работино, Сосновка, Сергеевское, Сенино, Тимофейково, Усадище, Филиппово.

## История
Постановлением Псковского областного Собрания депутатов от 26 января 1995 года все сельсоветы в Псковской области были переименованы в волости, в том числе Алексеевский сельсовет был превращён в Алексеевскую волость.
Законом Псковской области от 28 февраля 2005 года в границах волости было также создано муниципальное образование Алексеевская волость со статусом сельского поселения с 1 января 2006 года в составе муниципального образования Локнянский район со статусом муниципального района.
Законом Псковской области от 30 марта 2015 года Алексеевская волость была упразднена, а её территория 11 апреля 2015 года включена в состав Самолуковской волости.